# Eric Harold Neville
Eric Harold Neville (* 1. Januar 1889 in London; † 22. August 1961 in Reading) war ein britischer Mathematiker.

## Leben
Neville studierte ab 1907 am Trinity College der Universität Cambridge. 1909 wurde er bei den Tripos-Prüfungen Second Wrangler und erhielt eine Fellowship des Trinity. Hier traf er auch Godfrey Harold Hardy und Bertrand Russell. 1914 war als Gastprofessor in Indien und überzeugte S. Ramanujan, der zögerte Indien zu verlassen, auf Einladung von Hardy nach Cambridge zu gehen. Da er sich weigerte im Ersten Weltkrieg zu kämpfen (obwohl er wegen Sehproblemen wahrscheinlich gar nicht an die Front gekommen wäre) und offen seinen Pazifismus erklärte (wie auch Bertrand Russell) verlor er 1919 seinen Fellow Status am Trinity und ging an das University College in Reading. Er baute dort eine Mathematik-Fakultät auf und erreichte, dass das College 1926 Universitätsstatus bekam und Promotionen verleihen konnte. 1954 ging er in Reading in den Ruhestand.
Anfangs befasste er sich in Cambridge mit Differentialgeometrie, wobei er unter anderem  die Dreibein Methode von Gaston Darboux erweiterte, und befasste sich unter Einfluss von Bertrand Russell mit den Grundlagen der Mathematik, speziell den logischen und axiomatischen Grundlagen der Analytischen Geometrie, worüber er ein Buch veröffentlichte. Später befasste er sich mit Elliptischen Funktionen und auf diesem Gebiet entstand 1944 sein bekanntestes Werk über Jacobische Elliptische Funktionen.
1926 bis 1931 war er im Rat der London Mathematical Society und 1950 Präsident der Sektion A (Mathematik und Physik) der British Association for the Advancement of Science. Er stand deren Kommission für Mathematische Tabellenwerke vor und veröffentlichte selbst zwei Tafelwerke (über Farey Reihen und Konversiontabellen von Rechtwinkligen in Polarkoordinaten). Er veröffentlichte viel in der Mathematical Gazette, deren Herausgeber er auch kurze Zeit Ende der 1920er Jahre war.
Er war auch in der Mathematikpädagogik aktiv und war mit seinem ehemaligen Lehrer T. P. Nunn hauptverantwortlich für einen Report der Mathematical Association zur Reform des Geometrie Unterrichts an Schulen (1922). Er war lange Zeit Bibliothekar der Mathematical Association und 1934 deren Präsident. 1932 und nochmals 1936 wurde er ins Zentralkomitee der International Commission on Mathematical Instruction (ICMI) gewählt. Seit 1913 war er Mitglied der London Mathematical Society.

## Sonstiges
Neville war der letzte Second Wrangler bei den Tripos-Prüfungen in Cambridge, das heißt zweiter nach Percy John Daniell und vor Louis Mordell. Danach setzte sich Hardy durch, der die Prüfungen als Hindernis in der Mathematikerausbildung sah und eine nur noch alphabetische Auflistung der Wrangler erreichte.

## Schriften
- Multilinear functions of direction, and their uses in differential geometry, Cambridge, Cambridge University Press 1921
- The fourth dimension, Cambridge, Cambridge University Press 1921
- Prolegomena to analytical geometry in anisotropic Euclidean space of three dimensions, Cambridge, Cambridge University Press 1922
- Jacobian elliptic functions, Oxford, Clarendon Press 1944, 2. Auflage 1951
- The Farey series of order 1025. Displaying solutions of the Diophantine equation by – ax = 1, Cambridge, Cambridge University Press 1950
- Rectangular-polar conversion tables, Cambridge, Cambridge University Press 1956